# Audi R18 TDI
Audi R18 TDI — гоночный автомобиль класса LMP1, сконструированный немецким автопроизводителем Audi AG в качестве замены Audi R15 TDI. Как и предшественник, R18 оснащён турбированным дизельным двигателем, но уменьшенного объёма — 3,7 литра в конфигурации V6. На прототипе R18 впервые с 1999 года реализован закрытый дизайн кокпита. Предыдущим купе производства Audi на Ле-Мане был прототип Audi R8C.

## Поколения

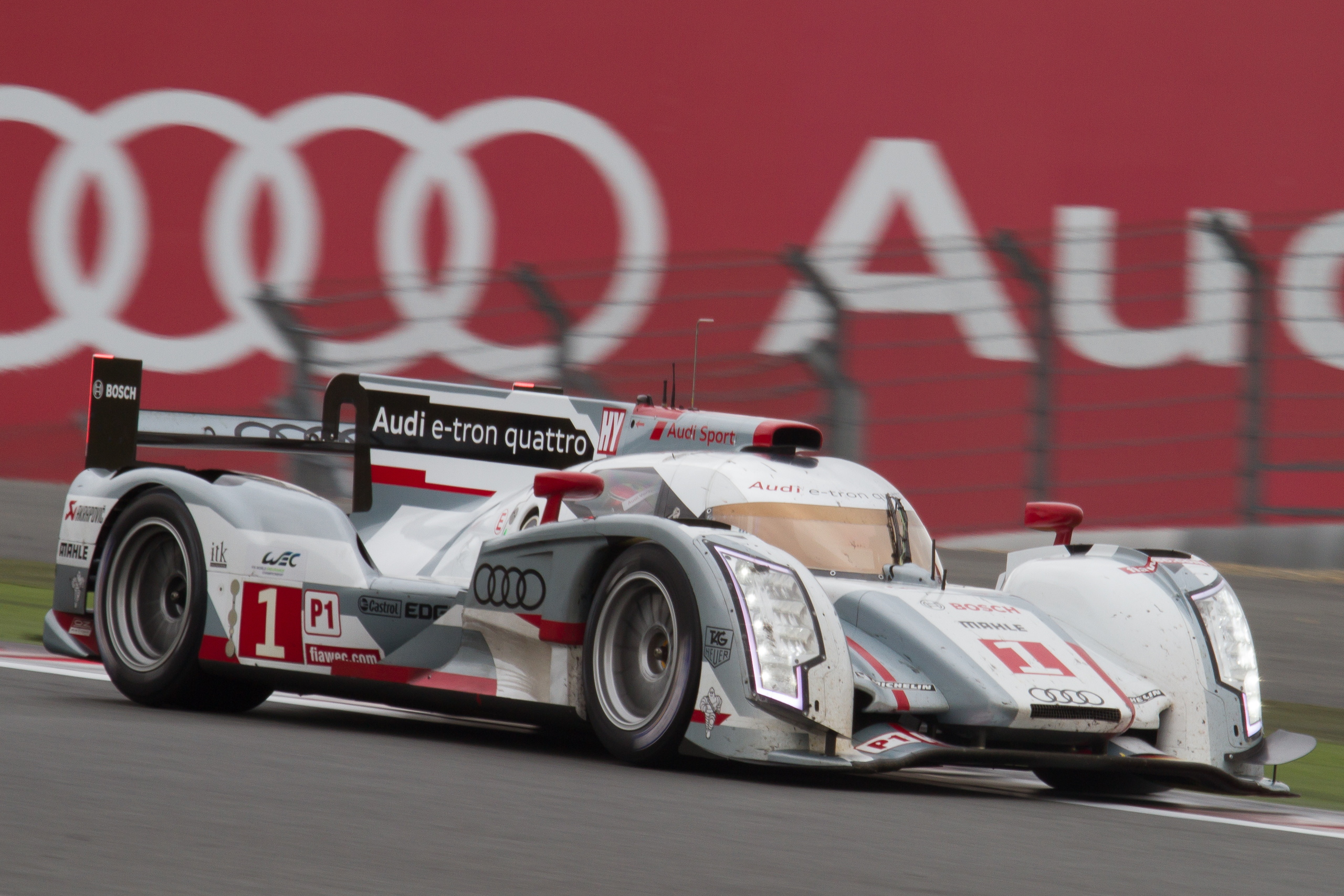
2012
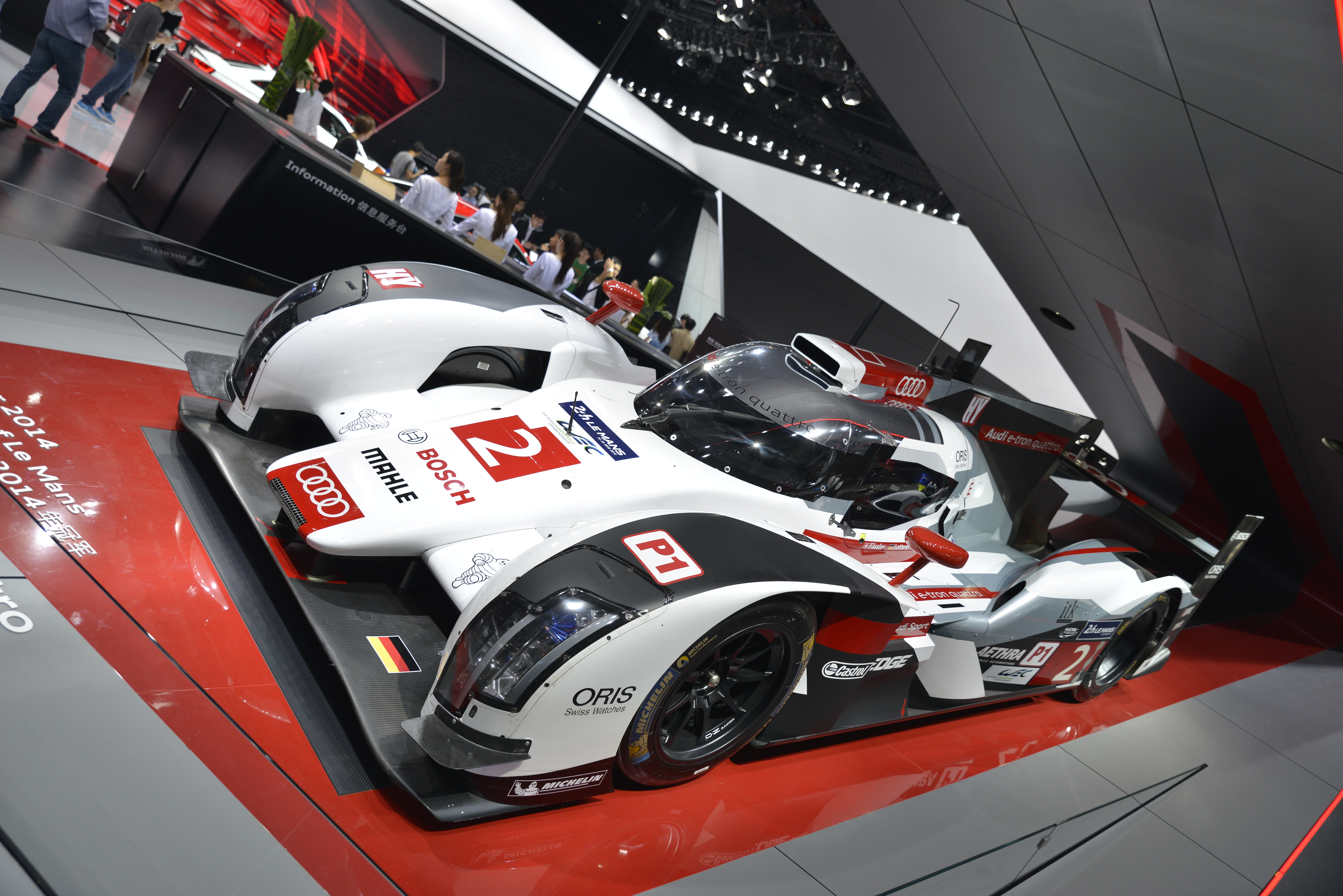
2014
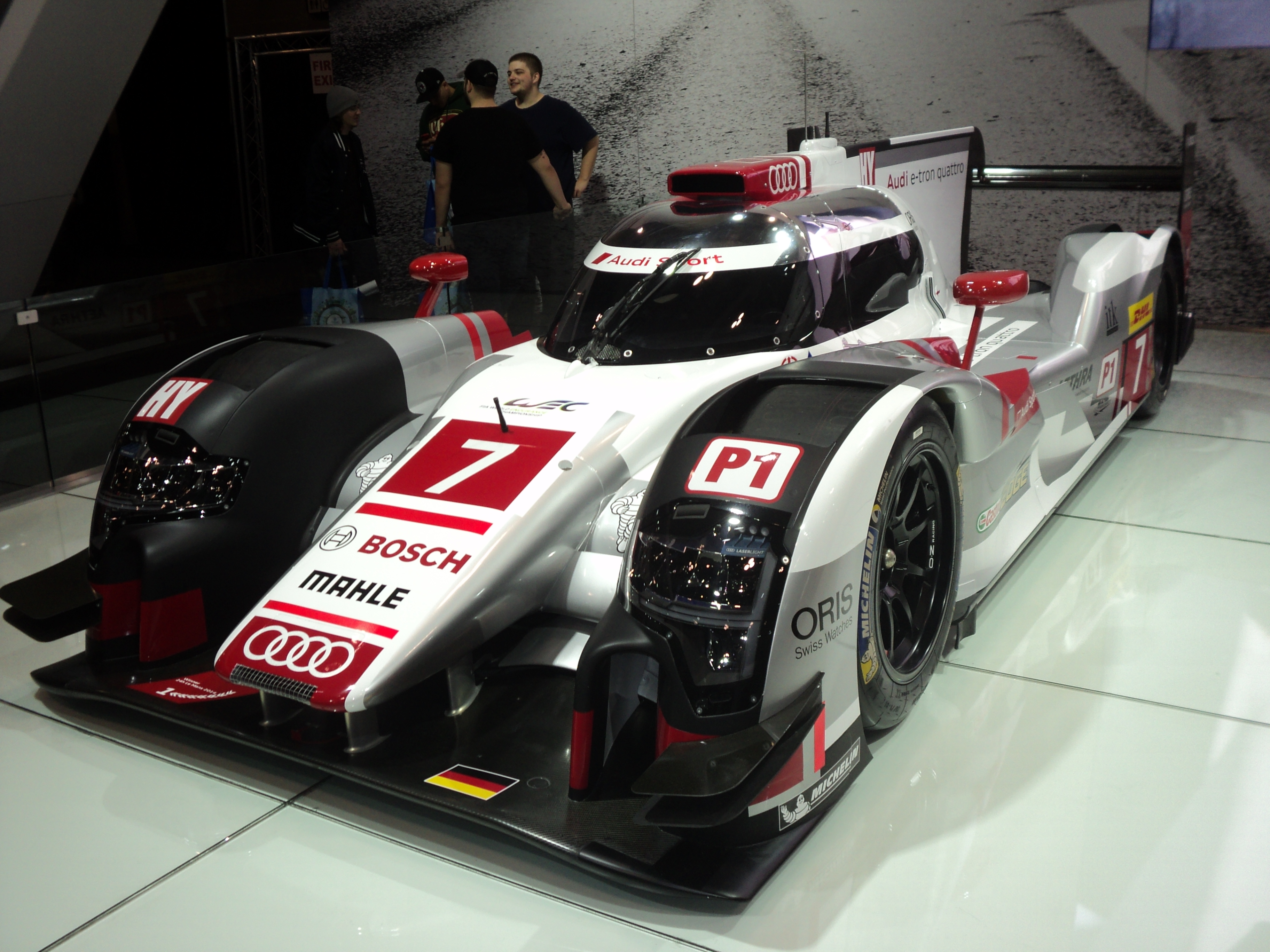
2015
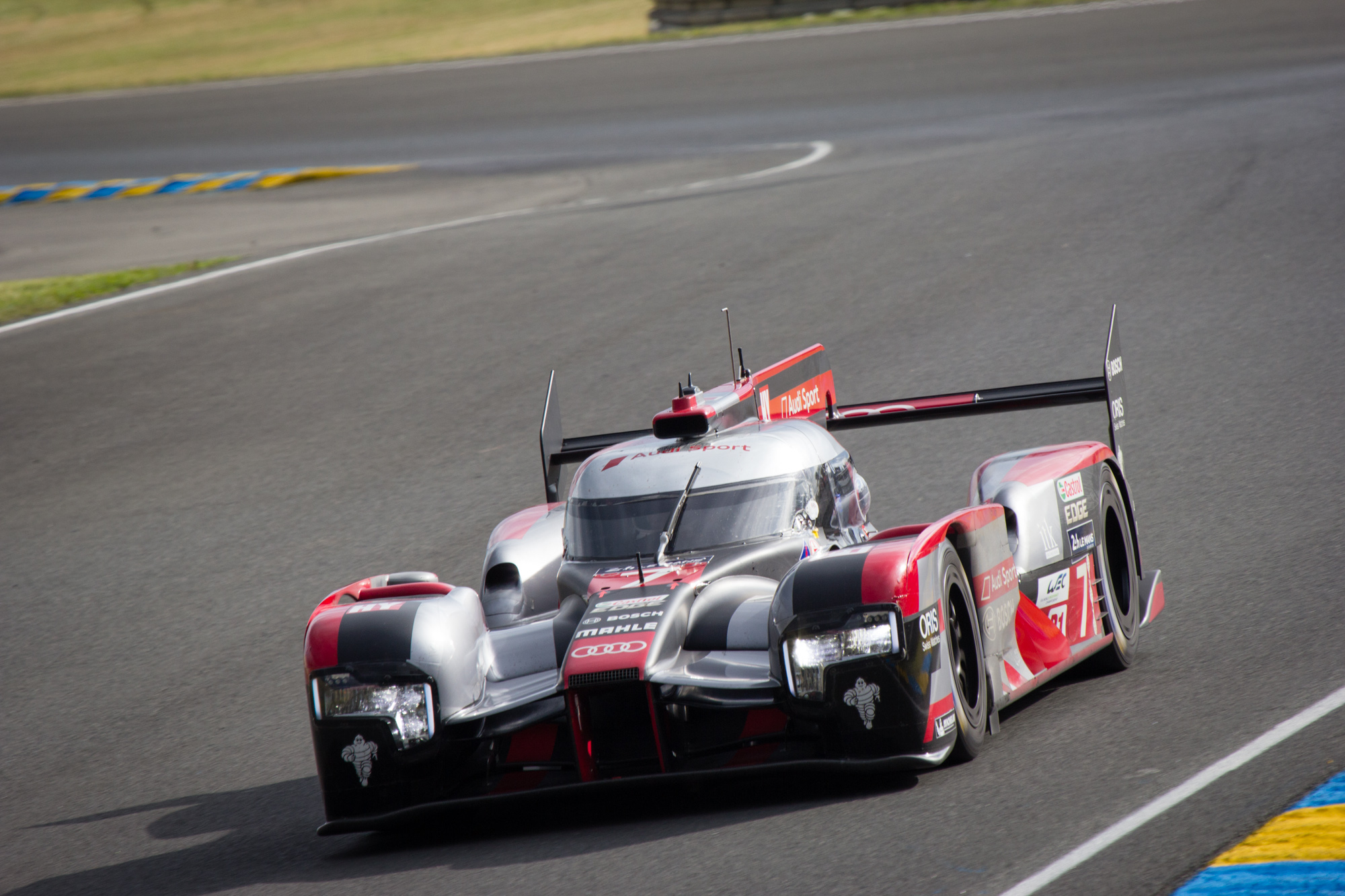
2016

## Разработка
В соответствии с новым регламентом, на Ле-Мане 2011 года автомобиль должен быть оснащён так называемым «акульим плавником» — большой вертикальной пластиной, расположенной перед задним антикрылом. Кроме этого, автомобили должны быть оснащены новой 6-ступенчатой коробкой передач с электрической системой управления вместо пневматической. Несмотря на политику руководства гонки, направленную на снижение мощности и скорости, разработчики автомобиля заявили, что силовой агрегат V6 объёмом 3,7 литра будет выдавать 532 л. с. (397 кВт), а расход топлива будет меньшим, чем на V10 у R15. Новый двигатель имеет одну турбину Garrett TR30R VGT в отличие от двух на Peugeot 908 HDi FAP и Audi R15 TDI. Трубы выпускного коллектора выходят с внутренней стороны головок блоков цилиндров таким образом, что компрессор расположен между рядами цилиндров. Такая конфигурация называется «горячая сторона внутри» (англ. hot side inside) в отличие от выходящих коллекторов с внешней стороны при наличии двух турбин к соответствующим компрессорам. По заявлениям Audi, данный двигатель легче на 25%. Интересно, что в соответствии с регламентом двигатель может иметь конфигурацию V8, однако Audi намеревается в дальнейшем создать гибридный двигатель, а потому не стала останавливаться на промежуточных вариантах.
Audi R18 является первым ле-мановским прототипом с полностью светодиодными фонарями. В отличие от конкурентов в своём классе, шасси R18 состоит не из двух половинок, а представляет собой монолитную конструкцию в целях улучшения жёсткости. Главным доводом в пользу открытого прототипа была более быстрая смена пилотов. Однако со временем этот фактор перестал играть определяющую роль, поскольку сами пит-стопы стали длиннее. В то же время открытым прототипам сложнее выполнять нормы безопасности. R18 имеет воздухозаборник для охлаждения двигателя, расположенный на крыше кабины, а также переработанные задние колёсные арки для улучшения потока, формирующегося на заднем антикрыле. Как  и Acura ARX-02a, Audi установила более широкие шины спереди для увеличения пятна контакта. Прочие изменения включают в себя ниже расположенное заднее крыло, алюминиевые splitters и небольшой воздухозаборник спереди для охлаждения гонщика. Кроме того, в соответствии с техническим регламентом бак был уменьшен до 65 литров.
Широкой публике R18 была представлена 10 декабря 2010 года в Ингольштадте.

## Гоночные результаты
В связи с логистическими причинами R18 не принимала участие в 12 часов Себринга в 2011. Вместо этого Audi выставила два болида Audi R15 Plus, выступавших в 2010 году (произведя некоторую корректировку в соответствии с правилами). Болиды заняли 4-е и 5-е места после Peugeot 908 HDi FAP спецификации 2010 года команды Oreca, Acura ARX-01 команды Highcroft Racing и заводского Peugeot 908 команды Peugeot Sport спецификации 2011 года.
В мае болид дебютировал в гонке 1000 км Спа 2011 года — одном из этапов Межконтинентального кубка Ле-Мана 2011 года.
На гонке 24 часа Ле-Мана прототипы № 3 и 1 под управлением соответственно  Алана Макниша и Майка Роккенфеллера попали в страшные аварии. Первая произошла на первом часу гонки. При обгоне автомобиля GTE Pro Ferrari 458 Italia команды Luxury Racing под номером 58, который во время обгона начал смещаться внутрь виража и допустил контакт с задней частью Ауди, R18 № 3 потеряла управление и болид на большой скорости врезался в заграждение из шин. Множество обломков и колесо перелетели через рельс безопасности, за которым стояло множество людей, включая фотографов и маршалов гонки. К счастью, никто не пострадал, сам пилот быстро покинул болид. Приведение конфигурации в порядок продолжалось так долго, что потребовалась дозаправка машины безопасности В общей сложности за машиной безопасности пелетон проехал около 45 минут. Уже ночью болид № 1 столкнулся с Феррари при обгоне её на круг. На ровной прямой практически уже обогнанная Феррари сместилась в сторону Ауди, произошёл контакт, в результате чего R18 № 1 занесло, и она на большой скорости врезалась в защитные барьеры. Автомобиль был полностью разрушен. К месту аварии прибыли медицинские автомобили, но, к счастью, и на этот раз гонщик самостоятельно выбрался из машины, после чего был доставлен в госпиталь. В гонке остался единственный экипаж Audi. На этот раз за машиной безопасности пелетон проехал около 1,5 часов. Однако оставшийся Audi R 18 № 2 выиграл гонку, опередив конкурентов из Пежо на 13 секунд.
На гонке 6 часов Имолы дубль выиграли два Пежо. Ауди заняли третью и четвёртую позицию.
В 2011 году состоялись гонки 6 часов Сильверстоуна, Petit Le Mans и 6 часов Китая.

## Audi R18 e-tron quattro
Audi R18 E-tron Quattro является дальнейшим развитием Audi R18 TDI. Самая первая модель R18 E-Tron не сильно отличалась дизайном, но прототипы 2014 и 2015 очень сильно изменились. Основным отличием Audi R18 E-Tron Quattro от Audi R18 TDI является гибридная силовая установка, действующая в паре с дизельным ДВС.

## Результаты выступлений
| Сезон | Двигатель               | Команда                  | Гонщики (этапы) | № | 1   | 2   | 3    | 4   | 5   | 6    | 7    | Очки | Место |
| ----- | ----------------------- | ------------------------ | --- | - | --- | --- | ---- | --- | --- | ---- | ---- | ---- | ----- |
| 2011  | Audi TDI 3,7 L Turbo V6 | Audi Sport Team Joest    | |   | СЕБ | СПА | ЛЕМ  | ИМО | СИЛ | АТЛ  | ЧЖУ  | 119  | 2     |
| 2011  | Audi TDI 3,7 L Turbo V6 | Audi Sport Team Joest    | Тимо Бернхард (2–7) Ромен Дюма (2–3, 6) Майк Роккенфеллер (2–3) Марсель Фесслер (4–7)                                      | 1 |     | 4   | Сход | 3   | 2   | Сход | 3    | 119  | 2     |
| 2011  | Audi TDI 3,7 L Turbo V6 | Audi Sport Team Joest    | Марсель Фесслер (2–3) Андре Лоттерер (2–3) Бенуа Трелуйе (2–3) Том Кристенсен (4–7) Алан Макниш (4–7) Ринальдо Капелло (6) | 2 |     | 5   | 1    | 4   | 7   | Сход | Сход | 119  | 2     |
| 2011  | Audi TDI 3,7 L Turbo V6 | Audi Sport North America | Том Кристенсен (2–3) Ринальдо Капелло (2–3) Алан Макниш (2–3)                                                              | 3 |     | 3   | Сход | 4   |     |      |      | 119  | 2     |

| Сезон | Двигатель                      | Команда                  | Гонщики (этапы)                                                                   | № | 1    | 2   | 3    | 4   | 5   | 6   | 7    | 8    | 9   | Очки      | Место |
| ----- | ------------------------------ | ------------------------ | --------------------------------------------------------------------------------- | - | ---- | --- | ---- | --- | --- | --- | ---- | ---- | --- | --------- | ----- |
| 2012  | Audi TDI 3.7 L Turbo V6        |                          |                                                                                   |   | СЕБ  | СПА | ЛМН  | СИЛ | САП | БАХ | ФУД  | ШАН  |     | 173 (209) | 1     |
| 2012  | Audi TDI 3.7 L Turbo V6        | Audi Sport Team Joest    | Андре Лоттерер (Все) Бенуа Трелуйе (Все) Марсель Фесслер (Все)                    | 1 | 11   | 2   | 1    | 1   | 2   | 1   | 2    | 3    |     | 173 (209) | 1     |
| 2012  | Audi TDI 3.7 L Turbo V6        | Audi Sport Team Joest    | Том Кристенсен (Все) Алан Макниш (Все) Ринальдо Капелло (1–3) Лукас ди Грасси (5) | 2 | 1    | 4   | 2    | 3   | 3   | 2   | 3    | 2    |     | 173 (209) | 1     |
| 2012  | Audi TDI 3.7 L Turbo V6        | Audi Sport Team Joest    | Тимо Бернхард (1) Ромен Дюма (1–3) Лоик Дюваль (1–3) Марк Жене (2–3)              | 3 | 2    | 1   | 5    |     |     |     |      |      |     | 173 (209) | 1     |
| 2012  | Audi TDI 3.7 L Turbo V6        | Audi Sport North America | Оливер Джарвис (2–3) Марко Бонаноми (2–3) Майк Роккенфеллер (3)                   | 4 |      | 3   | 3    |     |     |     |      |      |     | 173 (209) | 1     |
| 2013  | Audi TDI 3.7 L Turbo V6        | Audi Sport Team Joest    |                                                                                   |   | СИЛ  | СПА | ЛМН  | САП | США | ФУД | ШАН  | БАХ  |     | 207       | 1     |
| 2013  | Audi TDI 3.7 L Turbo V6        | Audi Sport Team Joest    | Андре Лоттерер (Все) Бенуа Трелуйе (Все) Марсель Фесслер (Все)                    | 1 | 2    | 1   | 5    | 1   | 3   | 26  | 1    | 2    |     | 207       | 1     |
| 2013  | Audi TDI 3.7 L Turbo V6        | Audi Sport Team Joest    | Том Кристенсен (Все) Алан Макниш (Все) Лоик Дюваль (Все)                          | 2 | 1    | 2   | 1    | 2   | 1   | 2   | 3    | Сход |     | 207       | 1     |
| 2013  | Audi TDI 3.7 L Turbo V6        | Audi Sport Team Joest    | Марк Жене (2–3) Оливер Джарвис (2–3) Лукас ди Грасси (2–3)                        | 3 |      | 3   | 3    |     |     |     |      |      |     | 207       | 1     |
| 2014  | Audi TDI 4.0 L Turbo Diesel V6 | Audi Sport Team Joest    |                                                                                   |   | СИЛ  | СПА | ЛМН  | США | ФУД | ШАН | БАХ  | САП  |     | 244       | 2     |
| 2014  | Audi TDI 4.0 L Turbo Diesel V6 | Audi Sport Team Joest    | Лоик Дюваль (1–2, 4–8) Том Кристенсен (Все) Лукас ди Грасси (Все) Марк Жене (3)   | 1 | Сход | 2   | 2    | 2   | 5   | 5   | 5    | 3    |     | 244       | 2     |
| 2014  | Audi TDI 4.0 L Turbo Diesel V6 | Audi Sport Team Joest    | Андре Лоттерер (Все) Бенуа Трелуйе (Все) Марсель Фесслер (Все)                    | 2 | Сход | 5   | 1    | 1   | 6   | 4   | 4    | 5    |     | 244       | 2     |
| 2014  | Audi TDI 4.0 L Turbo Diesel V6 | Audi Sport Team Joest    | Марко Бонаноми (2–3) Филипе Албукерке (2–3) Оливер Джарвис (3)                    | 3 |      | 6   | Сход |     |     |     |      |      |     | 244       | 2     |
| 2015  | Audi TDI 4.0 L Turbo Diesel V6 | Audi Sport Team Joest    |                                                                                   |   | СИЛ  | СПА | ЛМН  | НЮР | США | ФУД | ШАН  | БАХ  |     | 264       | 2     |
| 2015  | Audi TDI 4.0 L Turbo Diesel V6 | Audi Sport Team Joest    | Андре Лоттерер (Все) Бенуа Трелуйе (Все) Марсель Фесслер (Все)                    | 7 | 1    | 1   | 3    | 3   | 2   | 3   | 3    | 2    |     | 264       | 2     |
| 2015  | Audi TDI 4.0 L Turbo Diesel V6 | Audi Sport Team Joest    | Оливер Джарвис (Все) Лукас ди Грасси (Все) Лоик Дюваль (Все)                      | 8 | 5    | 7   | 4    | 4   | 3   | 4   | 4    | 6    |     | 264       | 2     |
| 2015  | Audi TDI 4.0 L Turbo Diesel V6 | Audi Sport Team Joest    | Марко Бонаноми (2–3) Филипе Албукерке (2–3) Рене Раст (2–3)                       | 9 |      | 4   | 7    |     |     |     |      |      |     | 264       | 2     |
| 2016  | Audi TDI 4.0 L Turbo Diesel V6 | Audi Sport Team Joest    |                                                                                   |   | СИЛ  | СПА | ЛМН  | НЮР | МЕХ | США | ФУД  | ШАН  | БАХ | 266       | 2     |
| 2016  | Audi TDI 4.0 L Turbo Diesel V6 | Audi Sport Team Joest    | Андре Лоттерер (Все) Марсель Фесслер (Все) Бенуа Трелуйе (1–3, 6–9)               | 7 | ДСК  | 5   | 4    | 3   | 2   | 6   | Сход | 6    | 2   | 266       | 2     |
| 2016  | Audi TDI 4.0 L Turbo Diesel V6 | Audi Sport Team Joest    | Оливер Джарвис (Все) Лукас ди Грасси (Все) Лоик Дюваль (Все)                      | 8 | Сход | 1   | 3    | 2   | 27  | 2   | 2    | 5    | 1   | 266       | 2     |